# Hințești
Hințești – wieś w Rumunii, w okręgu Ardżesz, w gminie Moșoaia. W 2011 roku liczyła 732 mieszkańców.